# 高雄文學館

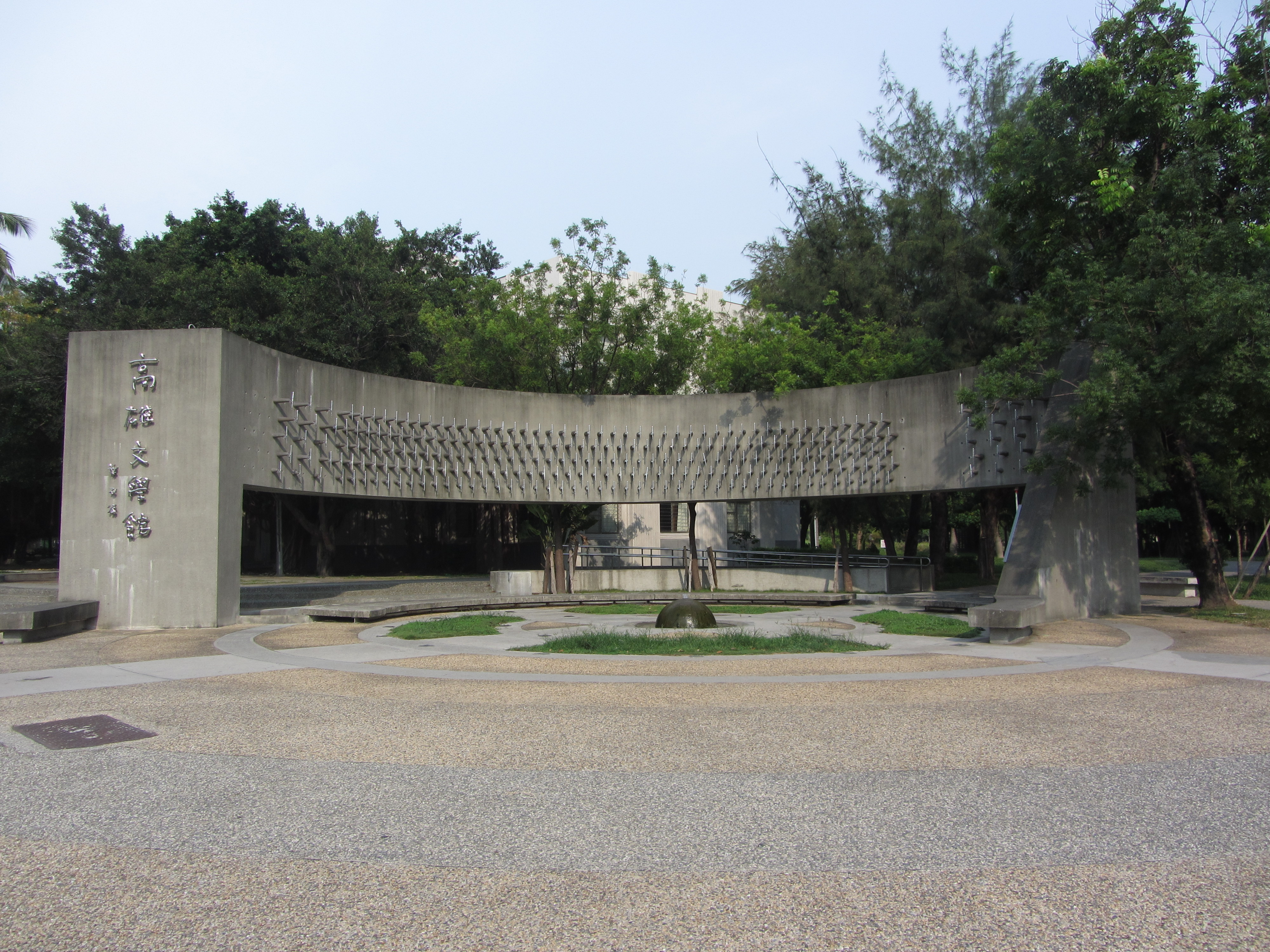
高雄文學館附近的「高雄文學廣場」裝置藝術

高雄文學館坐落於高雄市中央公園，緊鄰城市光廊，前身為高雄市立圖書館第二總館，為文學創作與觀光休閒的文學館。
高雄文學館除了書庫及期刊區外，更規劃了名作家文物展示區、高雄文學專區及休憩閱覽區。2006年完成的「高雄作家資料專區」，展覽高雄作家之經歷照片與創作文物，並結合了網路，將作家資料數位化典藏，透過網路讓更多人可以了解高雄作家。同年也開始舉辦「文學家駐館」計畫，隔週邀請一位高雄作家駐館，讓民眾對於作家能有更深一層的認識。

## 外部連結
- 高雄文學館 （页面存档备份，存于）
- 高雄文學館的Facebook專頁